# گژگوش کوچریشکا
گژگوش کوچریشکا (لهستانی: Grzegorz Kuczeriszka؛ ‏ زادهٔ ۲۵ مارس ۱۹۶۲) فیلم‌بردار و کارگردان فیلم اهل لهستان است. وی دانش‌آموختهٔ مدرسه ملی فیلم ووچ است.
از فیلم‌ها یا مجموعه‌های تلویزیونی که وی در آن‌ها نقش داشته‌است، می‌توان به حالا یا هرگز!، رازداری حرفه‌ای، خویشاوندان سببی، هنگام تاریکی، گولچاک، نظرت چیه؟، مأموریت افغانستان، هتل ۵۲ و دوستان اشاره نمود.